# تاکاهیرو شیباساکی
تاکاهیرو شیباساکی (انگلیسی: Takahiro Shibasaki؛ زادهٔ ۲۳ مهٔ ۱۹۸۲) بازیکن فوتبال اهل ژاپن است.
از باشگاه‌هایی که در آن بازی کرده‌است می‌توان به باشگاه فوتبال توکیو وردی، باشگاه فوتبال توکیو، و باشگاه فوتبال توکیو وردی اشاره کرد.